# 中国黑帮
中国黑帮，又稱中國黑社會、中國大陸黑社會組織、中國犯罪集團、中國幫派，為以中華人民共和國公民為主體成員，犯罪根據地在中華人民共和國，進行有組織犯罪的犯罪集團成員統稱。中國黑幫經常與华人黑社会聯合進行跨國犯罪，從事包括詐騙、毒品販賣、人口販賣、色情交易、賭博等各種犯罪活動。

## 概論
在中華民國成立後，承襲清朝幫會傳統，在中國各地出現許多黑社會成員。中國共產黨成立後，為爭取對抗中國國民黨的資源，中國共產黨除了曾經在自己根據地內進行走私、販毒、綁架與恐嚇取財等行為外，也積極爭取黑社會成員的支持。
在中華人民共和國建國後，曾發動鎮反運動與反右運動，肅清黑社會成員。直到文化大革命結束前，據中國政府的報告，黑社會在中國已經消失。在鄧小平上台，推動改革開放之後，中國黑幫在1980年代復興，出現了包括乔四、禹作敏、魏振海、梁旭东、刘涌、李满林、赵元良、马冰冰、宋留根、刘俊勇、刘汉等著名的黑幫首領。
在香港與澳門回歸之後，原有的香港黑幫與澳門黑幫成員，也回歸中國，如尹國駒等人，延續原有的勢力，並與中國政府合作。與香港三合會、台灣竹聯幫、美國華青幫等華人黑社會合作，中國黑幫形成跨國犯罪集團，勢力遍及東南亞與非洲，廣布至美國、歐洲等地。
2007年開始，中共中央政治局委员薄熙来開始致力於打擊黑社會，曾推動重庆打黑除恶专项行动。中國最高領導人習近平，自2018年開始推動掃黑除惡專項鬥爭，打擊中國各地黑社會。
隨著一帶一路，中國黑幫成員進入寮國、柬埔寨、緬甸與泰國等地。澳門黑幫首領尹國駒曾聲稱他是為中國共產黨服務，雖然中國政府宣誓要打擊中國黑幫，但中國黑幫與中國國安情報單位的合作關係，受到中國政府保護，使得黑幫背後的勢力難以杜絕。中國民運人士，如王丹、蔡霞等人，曾多次提出，中國共產黨是中國最大黑幫的觀點。

## 各地發展

### 中國大陸
歷經三反五反與文化大革命之後，中國在普遍貧困與中國共產黨高壓統治下，黑社會活動減少。在鄧小平推動改革開放後，廣東等沿海省份的黑社會活動開始恢復活躍，刑事犯罪的數量也日漸增加。1980年，中央政法委員會書記彭真在全國公安廳局長會議指出黑社會犯罪團夥為當前重大問題，這是中國政府在文革過後首次將黑幫視為問題的發言。1981年，深圳市公安發現香港社團新義安與14k等黑幫成員活動，並於1982年公布《關於取締黑社會活動的通告》，這是中國公文書中首次出現黑社會一詞。1983年，中共中央以鄧小平名義發出嚴打31號文件，將流氓團夥黑社會分子視為國家級的威脅。在1971年公布《中華民共和國刑法》時，首次定義黑社會性質組織的犯罪罪名與刑期，將相關犯罪法制化。
在2000年後，中國政府報告中的組織犯罪人數快速增加。中國黑幫普遍受到中國政府官員的庇護。因為中國政府缺乏監督與決策不透明，政府機關黑社會化是另一個特色。在2014年四川省刘汉案中，吉林《新文化報》記者訪談中國人民公安大學教授武伯欣，根據他的研究，全中國的黑幫成員超過百萬人，組織變得嚴密，滲透到政界，並擴及全國。在統計中，四成的黑幫首領參與房地產市場，有三成介入礦業，有二成具有中國政界身份。

### 香港
1992年中華人民共和國公安部長陶驷驹接受香港媒體訪問時，提出「黑社會也有愛國的」，被認為是中國政府攏絡香港黑社會的手段。

### 泰國
2022年，泰國警方進行緝毒活動，逮捕到多名中國幫派份子。這些行動揭露了中國黑幫在泰國進行販毒、洗錢以及行賄官員的情況，引發泰國人民不滿。

### 北美地區
中國黑幫與墨西哥黑幫合作，進行人口贩卖與走私至美國。安排中國公民偷渡至美國是其中一項重要生意。
據美國媒體美ProPublica和The Frontier於2023年初發布的共同調查，在2001年911事件後，美國聯邦政府將主要焦點放在反恐怖主義上，中國黑幫趁機壯大。經由在紐約的華人黑幫三合會，中國黑幫進入美國，經由經營非法大麻農場，控制了全美國的非法大麻市場。中國黑幫將芬太尼等非法毒品運進美國，成為中南美洲販毒集團的主要洗錢夥伴。經由協助中共高層將資金轉到海外，以及監控華人移民等，中國黑幫獲得中國政府的保護，雙方形成互惠的聯盟關係，中國駐美領事曾經公開與涉嫌販毒的中國罪犯見面，雙方有廣泛合作關係。